# Mick Karn
Mick Karn (Nicosia, 24 juli 1958 – Londen, 4 januari 2011) was een Brits musicus. Hij is vooral bekend als basgitarist van de jaren tachtig popgroep Japan.
Karn was van Cypriotische komaf. Hij werd geboren als Andonis Michaelides (Grieks: Αντώνης Μιχαηλίδης) en had een oudere broer en zus. Zijn voornaam werd later gewijzigd in Antony. Het gezin verhuisde in oktober 1961 naar Londen. Karn leerde mondharmonica spelen toen hij zeven was en vanaf zijn elfde viool. Hij ging vanaf september 1969 naar de Catford Secondary School in Catford, waar hij fagot speelde in het schoolorkest, en vervolgens werd hij in het London School Symphony Orchestra (LSSO) gekozen. Na zijn eerste concert met het LSSO werd zijn fagot gestolen. De school wilde geen nieuw instrument aanschaffen, waarop hij een basgitaar kocht. Op school leerde hij de gebroeders David en Steve Batt kennen en in 1974 richtten ze Japan op. Karn haalde de frets uit zijn basgitaar omdat hij noten wilde kunnen buigen, zoals op een viool, en ontwikkelde een unieke basstijl. Toen hij zijn oude schoolvriend Richard Barbieri ontmoette, nodigde hij deze uit om mee te oefenen in een ruimte boven de slagerij van zijn vader. Japan kreeg een platencontract en begin 1978 kozen Michaelides en de gebroeders Batt een artiestennaam; David Batt werd David Sylvian, diens jongere broer noemde zich Steve Jansen, en Michaelides werd Mick Karn.
Karn bracht later als eerste Japan-lid een soloalbum uit: Titles (1982). Na het uiteenvallen van Japan werkte Karn ook samen met new wave-muzikanten als Gary Numan en Kate Bush, deed sessiewerk voor Joan Armatrading, en vormde Dalis Car met Peter Murphy (Bauhaus). In de jaren negentig richtte hij met oud-collega's Steve Jansen en Richard Barbieri het label Medium op. Het drietal werkte samen met fusionmusicus David Torn op Bestial Cluster (1993) en The Tooth Mother (1995). JBK kwam in 2001 met het livealbum Playing in a room with people. Tussendoor deed Karn aan beeldhouwen en maakte hij een soloalbum met Torn en Zappa-drummer Terry Bozzio.
In 2004 verhuisde hij met zijn gezin naar Cyprus. In 2010 kwam Karn weer terug naar Londen en meldde hij op zijn website dat bij hem kanker in een vergevorderd stadium was vastgesteld. Begin 2011 overleed hij hieraan op 52-jarige leeftijd in zijn huis in Chelsea.

## Discografie (selectie)
- Titles (1982)
- More Better Different
- Dreams Of Reason Produce Monsters (1987)
- Bestial Cluster (1993)
- Beginning To Melt (1994)
- The Tooth Mother (1995)
- Liquid Glass (2000) (met Yoshihiro Hanno)